# سیارک ۲۲۸۹۰
سیارک ۲۲۸۹۰ (به انگلیسی: 22890 Ruthaellis، نامگذاری:1999SF8) بیست و دو هزار و هشتصد و نودمین سیارک کشف شده‌است که در ۲۹ سپتامبر ۱۹۹۹ کشف شد.
قدر مطلق سیارک برابر ۱۳.۵ است.